# Niedermodern
Niedermodern é uma comuna francesa na região administrativa de Grande Leste, no departamento Baixo Reno. Estende-se por uma área de 4,37 km². Em 2010 a comuna tinha 902 habitantes (densidade: 206,4 hab./km²).